# Joannes Henri François
Joannes Henri François, también conocido por el seudónimo «Charley van Heezen», (Dordrecht, 8 de julio de 1884 - 7 de diciembre de 1948) fue un escritor y activista gay neerlandés.

## Primeros años
François nació en Dordrecht, la cuarta mayor ciudad de Holanda Meridional, donde su padre era directivo de la compañía de agua y gas local. Para realizar sus estudios secundarios se desplazó a La Haya, donde tuvo problemas con la depresión y pensamientos suicidas hasta que entró en contacto con el movimiento Rein Leven, «vida pura». Rein Leven era un movimiento holandés liderado por el anarquista cristiano Felix Ortt que buscaba el progreso moral y recomendaba la abstinencia sexual.
A los diecinueve años tuvo una epifanía tras asistir a la conferencia Ongekend leed, «Sufrimiento sin precedentes», de Lucien von Römer, en la que von Römer presentaba la homosexualidad como una característica natural innata, lo que era un punto de vista muy adelantado para la época. François regresó a casa «un hombre nuevo», reconociéndose como un homosexual que podía ser feliz entre otros muchos miles de hombres como él.

## Escritor y activista homosexual
Joannes Henri François se hizo funcionario colonial y pasó gran parte de su vida adulta en las Indias Orientales Neerlandesas. Todavía muy joven fue trasladado por el gobierno holandés a Semarang, un importante puerto en la costa norte de la isla de Java. Vegetariano y pacifista, François se mostró sensible a las injusticias de que eran objeto los «criollos» neerlandeses y los pueblos indígenas.
En 1908, comenzó su andadura literaria, tras su vuelta a La Haya. Como autor, François no fue muy prolífico, con seis novelas y nueve historias cortas, todas ellas con un claro mensaje de búsqueda de justicia social e impregnadas de una pensamiento idealista.
Poco después entró en contacto con Jacob Schorer, fundador del sección holandesa del Comité científico-humanitario de Magnus Hirschfeld, el Nederlandsch Wetenschappelijk Humanitair Komitee. El contacto se produjo a través de Marie Jacobus Johannes Exler, un joven escritor al que conoció en 1909. Exler había entregado a François el manuscrito de Levensleed, «Pena vital», una novela que es casi una conferencia sobre la homosexualidad. Tras la publicación de Levensleed en 1911 con una introducción del sexólogo y activista gay, Magnus Hirschfeld, François publicó una recensión del libro para la revista literaria Den Gulden Winckel. Esta recensión llamó la atención de Schorer y se invitó a François a unirse al Comité. Así, la recensión de Bücher der namenlosen Liebe von Sagitta, «Los libros de Sagitta del amor sin nombre», del poeta alemán John Henry Mackay, que publicó François, se hizo a petición de Schorer. Tras la prohibición de las obras de «Sagitta» (Mackay) en Alemania, François permitió que emplease su dirección privada para encargar los libros por correo; una acción en la que arriesgaba su trabajo y su estatus social.
Además de sus actividades a favor de los derechos de los homosexuales, en la década de 1910 comenzó a comprometerse de forma creciente con la lucha por la independencia de Indonesia. Se unió a los círculos en torno a Tjipto Mangoenkoesoemo y Ernest Douwes Dekker y en 1914 publicó la novela Waar de gamelan klinkt, «Donde suena el gamelán», un estudio del «criollo» indonesio, que coloca entre la sociedad mundana de La Haya y de Indias Orientales Neerlandesas, dos ambientes enfrentados.

## Carta abierta y otros textos
Animado por Schorer, en 1916 François publicó de forma anónima el folleto Open brief aan hen die anders zijn dan anderen, door een hunner, «Carta abierta a los que son diferentes a los demás, por uno de ellos», con una introducción de Felix Ortt, un famoso anarquista cristiano holandés. La idea del folleto, del que el Comité imprimió unos 40 000 ejemplares, era ofrecer un texto «para todos aquellos que necesitan luz y apoyo para ser diferentes», para «aceptar su naturaleza». El folleto además fue enviado a los altos cargos del gobierno, a las principales figuras médicas del momento y a los editores de varios grandes periódicos. Snijders considera el folleto como la primera expresión de «orgullo gay» (avant la lettre) en los Países Bajos. En el folleto se recomienda al lector a ignorar a los que, como padres, médicos o religiosos, creen que la homosexualidad es mala, afirmando que «tu amor es simplemente tan bueno [...] como el de la gente normal», animándolo a «mantener tu deseo amante como algo sagrado [...] un tesoro impagable». De forma profética, dice que llegará el momento en que «nuestra gente ya no tendrá que ocultar su naturaleza», sino que paseará «por del mundo con la cabeza bien alta». El panfleto fue abiertamente criticado en el periódico católico De Tijd, lo que por una parte, inundó el correo de Schorer con críticas e invectivas, pero por otra, dio más publicidad al Comité del que jamás hubiesen conseguido por su cuenta.
En los siguientes años publicó dos novelas de temática homosexual, Anders, «Diferente», publicada en 1918, y Het Masker, «La máscara», publicada en 1922, ambas bajo el seudónimo «Charley van Heezen». Las dos novelas, al igual que el folleto Open brief..., hacen referencia a palabras clave: «Anders», en español, «diferente», y «Masker», en español, «máscara», reconocibles en la cultura gay europea de la época; así, por ejemplo una de las primeras películas de temática gay fue Anders als die Andern y García Lorca hizo de «la máscara» uno de los elementos centrales de su obra de teatro El público, la primera en tratar la homosexualidad. Ambas obras, junto con el ya mencionado Levensleed, dan una muy buena visión de cómo vivían los homosexuales en los Países Bajos antes de la II Guerra Mundial. Het Masker critica especialmente la hipocresía y mezquindad de a sociedad y explica el impacto del llamado escándalo sexual de La Haya de 1920.

## Regreso a Indonesia, vuelta a los Países Bajos y II Guerra Mundial
En 1921 François regresó a Indonesia, donde trabajó con el departamento de Educación y Culto hasta 1935. Su interés por el movimiento independentista le llevó en 1936 a visitar a Nehru y Gandhi en la India, para discutir con ellos la posibilidad de introducir los métodos no violentos indios en Indonesia.
Su estancia en las Indias orientales neerlandesas le permitió conocer de cerca un escándalo homosexual que se produjo entre 1938-1939, en el que se vieron involucrados cientos de hombres y en el que por lo menos doscientos  fueron arrestados por homosexualidad. Con ayuda de Schorer publicó el folleto Wat de Indische zedenmisdrijven ons te zeggen hebben, «Lo que tienen que decirnos las ofensas morales indias», que trataba de poner en perspectiva el escándalo.
El 10 de mayo de 1940, el mismo día del comienzo de la invasión de los Países Bajos por las tropas nazis, François y Han Stijkel acudieron a la vivienda de Schorer para ayudarle a destruir los extensos archivos del Comité-científico humanitario y así evitar que cayesen en manos de los invasores. Se sabe poco acerca de cómo pasó la guerra François; sólo se sabe del coraje que demostró en el fuego de Kleykamp, en 1944, cuando entró en el edificio en llamas para salvar a gente.

## Tras la II Guerra Mundial
En 1946 publicó el folleto 37 jaar Indonesische vrĳheidsbeweging, «37 años de movimiento de liberación indonesio», en el que defiende que los holandeses se han buscado ellos mismos con sus políticas la sangrienta lucha por la independencia de Indonesia. También publicó un par de traducciones de su mano, incluyendo una biografía de Nehru. 
François también estuvo involucrado en los primeros grupos de lo que más tarde se convertiría en el COC, el más importante grupo LGBT de los Países Bajos. Perteneció al primer grupo de personas que formaron el «Lezerskring ‹Ons Leven›», «Círculo de lectores ‹nuestra vida›», creado el 14 de enero de 1940. También colaboró en 1940 y entre 1946 y 1948 con la revista homosexual Levensrecht («Derecho a la vida»).

## Obra
- Een kind van dezen tijd (novela, 1912)
- Waar de gamelan klinkt (novela, 1914)
- Open brief aan hen die anders zijn dan de anderen (folleto, 1916)
- Als stuurlooze schepen (novela, 1918)
- Anders (con el seudónimo Charley van Heezen, 1918)
- Het Masker (con el seudónimo Charley van Heezen, 1922; en su mayoría reeditado con una introducción de Paul Snijders, en Gay 2004, almanaque para hombres gais. Ámsterdam 2004)
- De dienstweigeringswet, haar toepassing en gevolgen (folleto, 1938)
- Wat de Indonesische zedenmisdrijven ons te zeggen hebben (con el seudónimo B.Tj. de Jongh, Ámsterdam 1939)
- Anup Singh: Pandit Nehroe. India's eerste vicepresident (traducción, 1940)
- 37 jaar Indonesische vrĳheidsbeweging (folleto, 1946)
- Dienstweigering (folleto, 1946)
- Indonesische kleurschakeeringen (novela, 1946)